# عضلة كعبرية طويلة باسطة للرسغ
العضلة الكعبرية الطويلة الباسطة للرسغ (بالإنجليزية: Extensor carpi radialis longus muscle)‏ هي أحد خمس عضلات أساسية تتحكم في حركة المعصم. وهي عضلة طويلة جدا، تبدء من الجانب الوحشي من العضد، وترتكز في قاعدة عظم السنع الثاني (عظم سنع السبابة).

## البنيان
تنشأ من الحرف الوحشي فوق لقمة عضدية لعظم العضد، من الحاجز العضلي الجانبي، وبضعة ألياف من لقيمة العضد الوحشية.
يتم إدراجها في السطح الظهري لقاعدة العظم السنعي الثاني، على جانبه الكعبري.

### التعصيب
العضلة الكعبرية الطويلة الباسطة للرسغ هي عبارة عن باسطة معصم يعصبها العصب الكعبري، من الجذور الشوكية C6 و C7. جميع العضلات الباسطة الرئيسية الأخرى في الطبقة السطحية للحيز الخلفي (العضلة الباسطة للأصابع، العضلة الكعبرية القصيرة الباسطة للرسغ، العضلة الزندية الباسطة للرسغ، العضلة الباسطة للخنصر) يتم تعصيبها بواسطة الفرع الخلفي بين العظام من العصب الكعبري.

## الوظيفة
كما يوحي الاسم، هذه العضلة عبارة عن باسطة في مفصل الرسغ وتنتقل على طول الجانب الشعاعي للذراع، لذا فإنها ستبعد اليد عند الرسغ. أي أنها تتلاعب بالرسغ لتحريك اليد نحو الإبهام وبعيدًا عن الجانب الراحي.

## صور إضافية

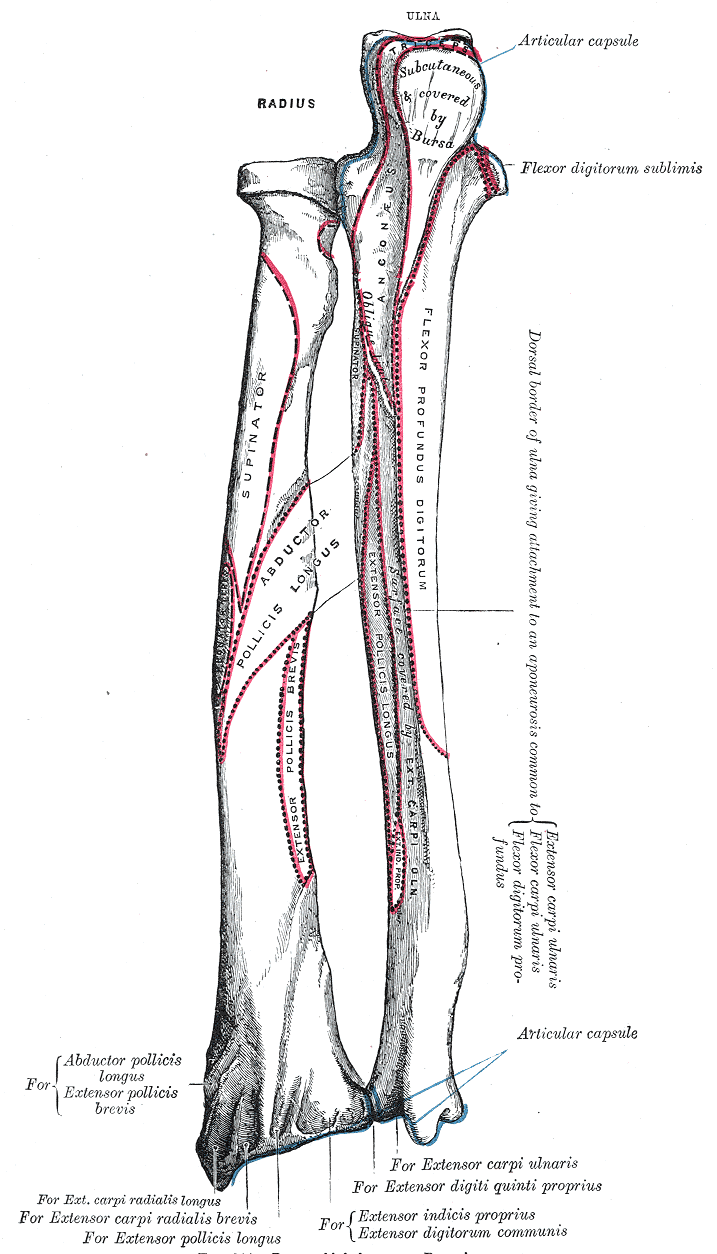
عظم الكعبرة و عظم الزند للساعد الأيسر ، من الخلف. الجزء الأعلى هو القريب (المرفق) والجزء الأسفل هو البعيد (رسغ اليد).
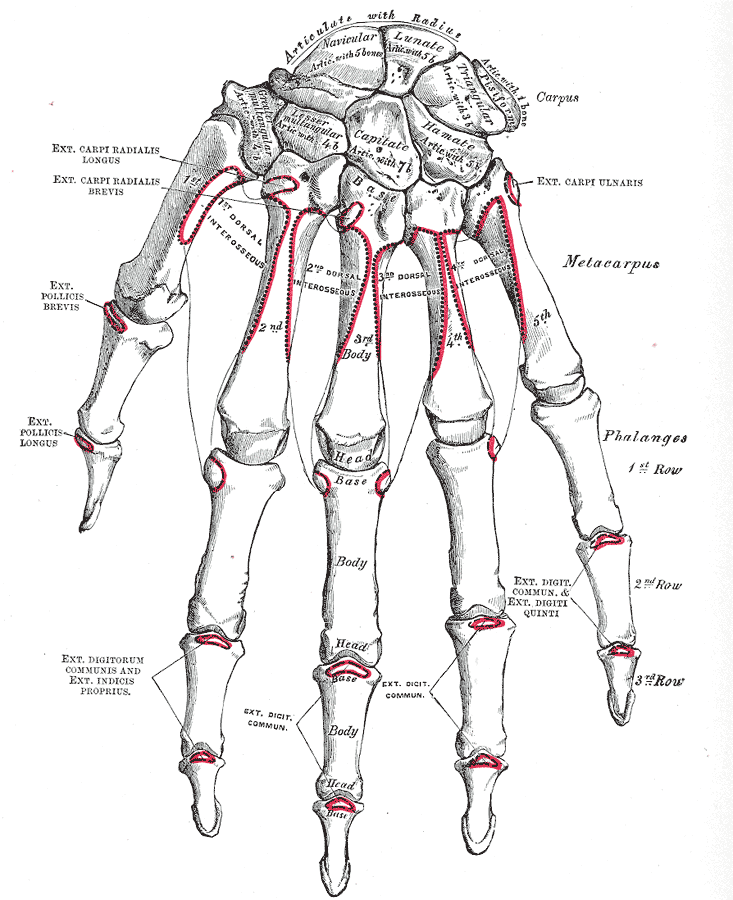
Bones of the left hand. Dorsal surface.
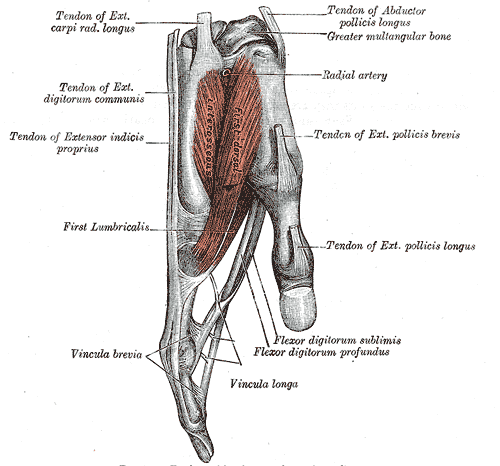
Tendons of forefinger and vincula tendina.
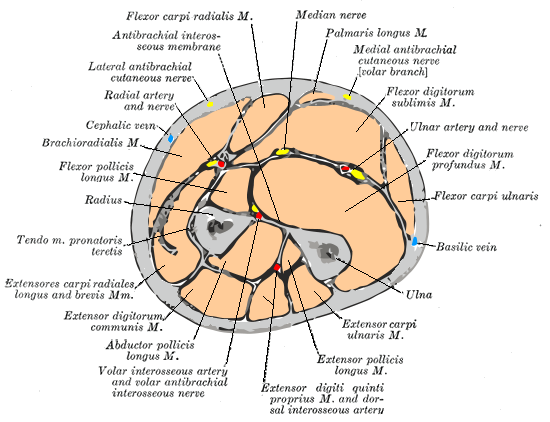
Cross-section through the middle of the forearm.
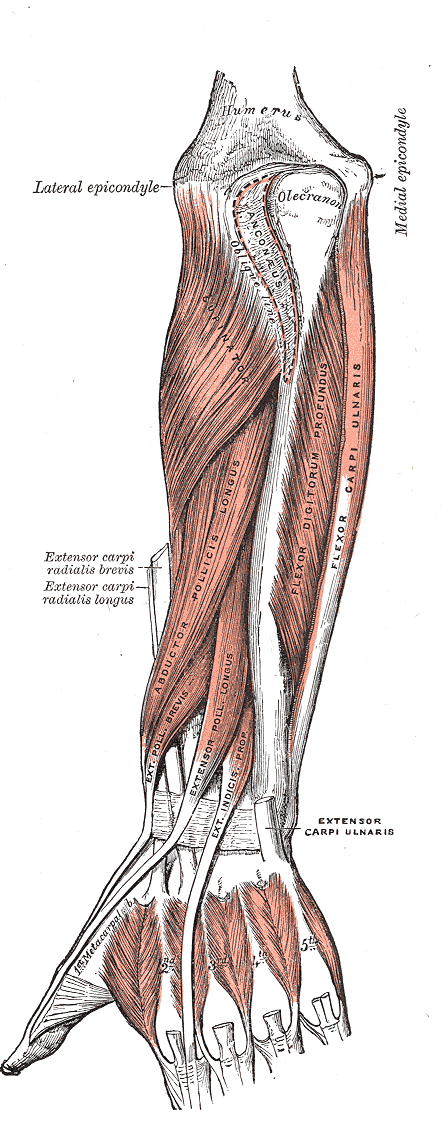
Posterior surface of the forearm. Deep muscles.
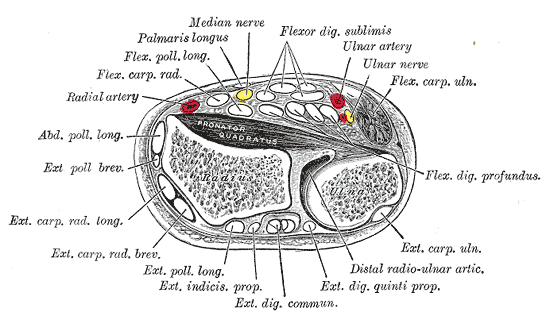
Transverse section across distal ends of radius and ulna.
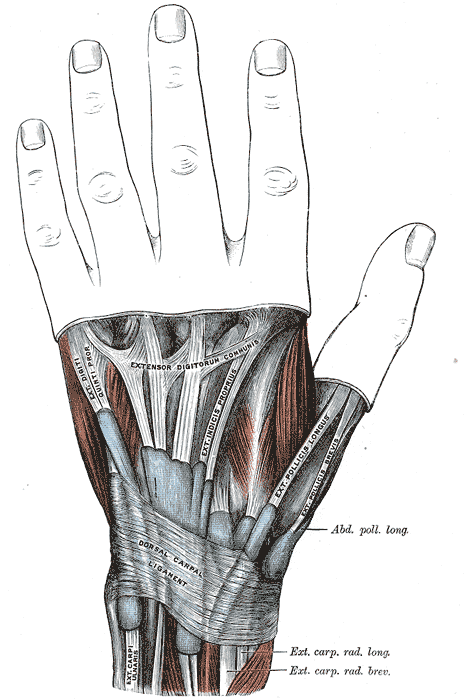
The mucous sheaths of the tendons on the back of the wrist.
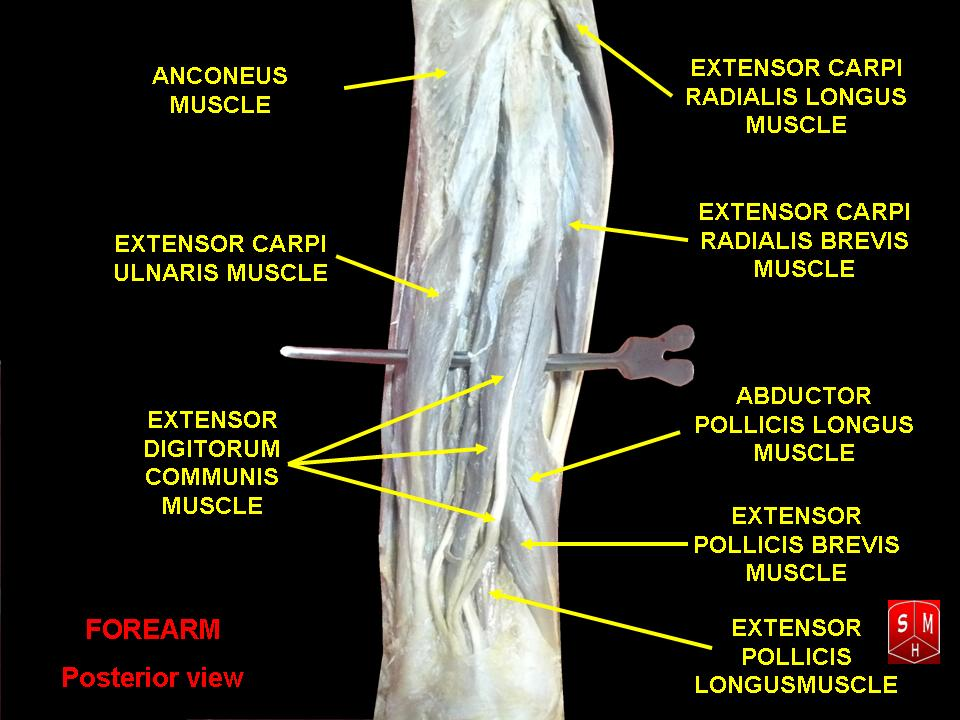
Extensor carpi radialis longus muscle
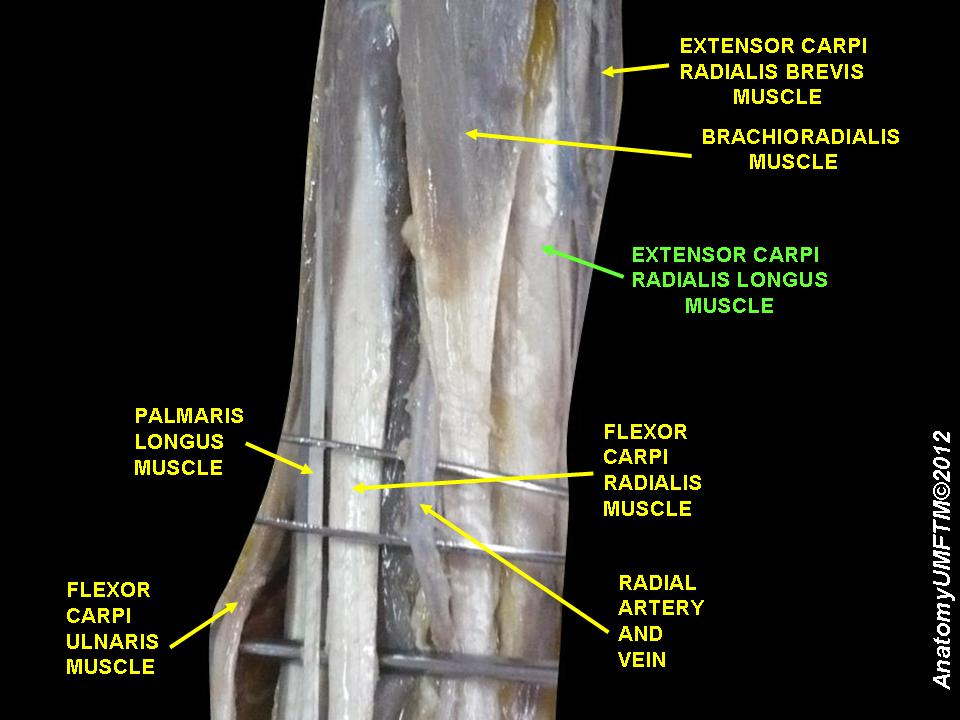
Extensor carpi radialis longus muscle
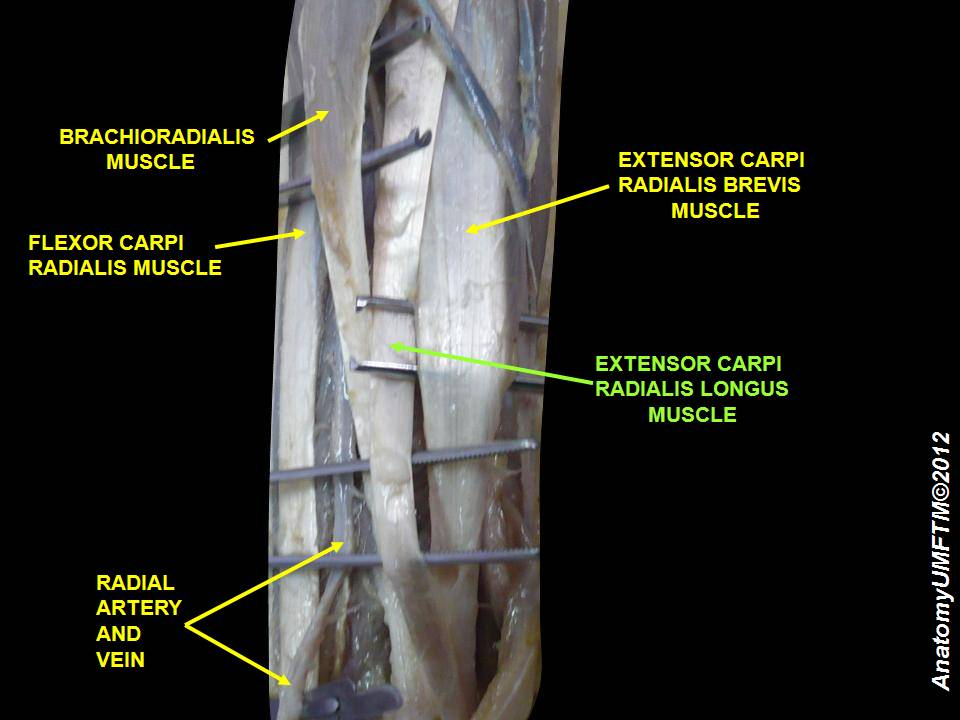
Extensor carpi radialis longus muscle
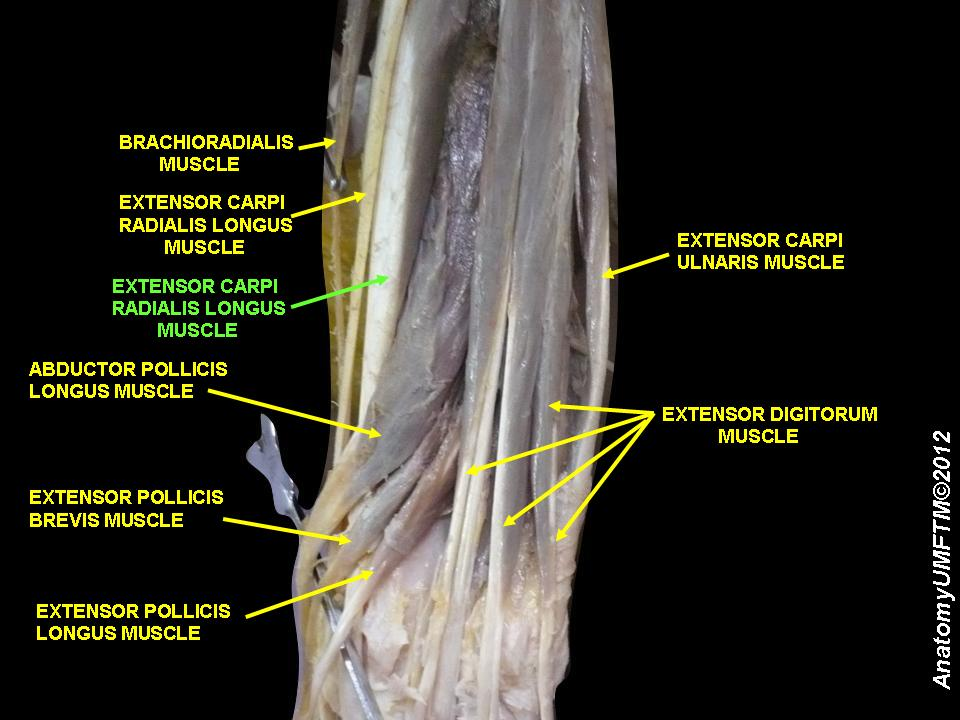
Extensor carpi radialis longus muscle

## وصلات خارجية
- -1912209407 في مفكرة المُمارِس العام